# Biokoglasögonfågel
Biokoglasögonfågel (Zosterops brunneus) är en fågel i familjen glasögonfåglar inom ordningen tättingar.

## Utseende och läten
Biokoglasögonfågeln är en liten (12 cm), helbrun sångarliknande fågel. Ovansidan och huvudet är mörkare, buken ljusare och strupen gråaktig. Näbben är gråblå, liksom benen. Lätet beskrivs som ett lång, drillande "trrrrrrrruuuuu" eller ett snabbt "tric tric tric".

## Utbredning och systematik
Fågeln förekommer enbart på ön Bioko i Guineabukten, kring berget Pico Basilé. Tidigare placerades den i släktet Speirops tillsammans med arterna kamerunglasögonfågel, silverglasögonfågel och sotglasögonfågel. Genetiska studier visar dock att de dels är inbäddade i det stora släktet Zosterops, dels att de inte är varandras närmaste släktingar. Numera inkluderas de vanligen i Zosterops.

## Status
Biokoglasögonfågeln har ett mycket begränsat utbredningsområde, men beståndet verkar vara stabilt. IUCN kategoriserar arten som sårbar. Världspopulationen uppskattas till mellan 6 000 och 15 000 vuxna individer.